# Памплін-Сіті (Вірджинія)
Памплін-Сіті (англ. Pamplin City) — місто (англ. town) в США, в округах Аппоматтокс і Принс-Едвард штату Вірджинія. Населення — 138 осіб (2020).

## Географія
Памплін-Сіті розташований за координатами 37°15′58″ пн. ш. 78°41′1″ зх. д. / 37.26611° пн. ш. 78.68361° зх. д. (37.266017, -78.683611).  За даними Бюро перепису населення США в 2010 році місто мало площу 0,82 км², з яких 0,82 км² — суходіл та 0,00 км² — водойми.

## Демографія
Згідно з переписом 2010 року, у місті мешкало 219 осіб у 86 домогосподарствах у складі 52 родин. Густота населення становила 267 осіб/км².  Було 104 помешкання (127/км²).
Расовий склад населення:
| - 84,9 % — білих - 13,2 % — чорних або афроамериканців - 0,5 % — корінних американців |

До двох чи більше рас належало 0,5 %. Частка іспаномовних становила 0,9 % від усіх жителів.
За віковим діапазоном населення розподілялося таким чином: 27,9 % — особи молодші 18 років, 58,9 % — особи у віці 18—64 років, 13,2 % — особи у віці 65 років та старші. Медіана віку мешканця становила 36,1 року. На 100 осіб жіночої статі у місті припадало 102,8 чоловіків;  на 100 жінок у віці від 18 років та старших — 92,7 чоловіків також старших 18 років.
Середній дохід на одне домашнє господарство  становив 55 747 доларів США (медіана — 50 000), а середній дохід на одну сім'ю — 52 186 доларів (медіана — 57 500). За межею бідності перебувало 39,5 % осіб, у тому числі 71,7 % дітей у віці до 18 років та 3,3 % осіб у віці 65 років та старших.
Цивільне працевлаштоване населення становило 60 осіб. Основні галузі зайнятості: публічна адміністрація — 33,3 %, транспорт — 16,7 %, освіта, охорона здоров'я та соціальна допомога — 15,0 %.